# День Катастрофы
День па́мяти Катастро́фы и герои́зма (ивр. יום הזיכרון לשואה ולגבורה‎ Йом ха-зикаро́н ла-Шоа́ ве-ла-гвура́; сокращённо также День Катастрофы — ивр. יום השואה‎ Йом ха-Шоа́) — национальный день памяти и траура в Израиле и за его пределами, установленный Кнессетом в 1951 году. День, в который по всему миру вспоминаются евреи, ставшие жертвами нацизма во время Второй мировой войны.
Отмечается каждый год 27 нисана по еврейскому календарю (однако, если 27 нисана выпадает на пятницу, то день переносится на 26 нисана).

## История возникновения
Необходимость установления Мемориального дня в память о евреях, уничтоженных нацистами, отчётливо ощущалась евреями во всём мире. Вскоре после обретения Израилем независимости (1948 год) развернулась дискуссия о том, какая дата является подходящей для увековечивания памяти о Катастрофе. Были высказаны разные мнения, и эта тема стала предметом жарких политических и религиозных дискуссий.
Бен Гурион (в то время — премьер-министр и руководитель правящей партии Мапай) считал необходимым приурочить день памяти к началу восстания в Варшавском гетто. Сама дата начала восстания, 14-й день месяца нисан — канун праздника Песах, не подходит для национального траура. Бен Гурион видел в восстании Варшавского гетто ответ будущим нападкам воинствующего антисемитизма. По этой же причине он назвал этот день Йом ха-зикаро́н ла-Шоа́ ве-ла-гвура́ (День памяти Катастрофы и героизма).
Менахем Бегин, лидер оппозиционной партии, считал наиболее подходящей датой 9 Ава — всеобщий день национальной трагедии, когда были разрушены Первый и Второй Храмы. Ультраортодоксальные раввины разделяли эту точку зрения.
Главный Раввинат Израиля и движение «Мизрахи» считали самым подходящим 10-е число месяца тевет. По их мнению, этот день поста, установленный в память о начале разрушения Иерусалима, отвечал идее дня памяти. Сегодня Главный Раввинат Израиля отмечает этот день как траурный день национального «Каддиша».
12 апреля 1951 года Кнессет принял резолюцию о провозглашении 27-го числа месяца нисан «Днём памяти Катастрофы и героизма». Это 6-й день после окончания праздника Песах и неделя перед Йом Ха-Зикарон и Днем Независимости. Близость этих дат символизирует путь еврейского народа к возрождению государства.
Премьер-министр Леви Эшколь в этот день в 1968 году впервые провёл награждение ветеранов медалью «Борец с нацизмом».

## Обычаи
Этот день является недавним добавлением к еврейскому календарю памятных дней, и потому его обычаи находятся в стадии формирования.
В некоторых синагогах в День Катастрофы проходит особая служба. Обычно зажигают шесть мемориальных свечей — в память о шести миллионах погибших во время Катастрофы европейского еврейства, — и произносится поминальная молитва Изкор.
На кладбищах Йоханнесбурга и Кейптауна проводятся особые мемориальные церемонии. На кладбище Уэст Парк южно-африканским художником Германом Уалдом был создан мемориал, состоящий из шести огромных шофаров. В Израиле Йом ха-Шоа — это Национальный День Траура, установленный Кнессетом. Официальная церемония проводится в Яд ва-Шем (Мемориальном центре Катастрофы в Иерусалиме).
В 10 часов утра в этот день по всей стране звучит сирена, во время которой замирает вся страна, и граждане двумя минутами молчания отдают дань памяти погибшим. При этом не важно, где они находятся в это время: идут ли по улице, едут ли в автобусе, поезде или машине или находятся на работе или дома. Если они находятся на работе, дома или идут по улице, они встанут или остановятся и будут стоять во время звучания сирены. Если они едут в машине или в автобусе, то остановятся, выйдут из машины и будут стоять во время звучания сирены. Даже если они едут на поезде между населёнными пунктами, и сирена не слышна, то машинист в назначенное для сирены время остановит поезд, все встанут со своих мест и будут стоять во время звучания сирены.
В израильском обществе существуют разногласия по поводу приемлемости данной традиции. Сирена никогда не являлась атрибутом иудаизма. Некоторые, в основном ортодоксальные евреи, считают неприемлемым использовать неиудейские обычаи и по этой причине не встают под звук сирены. Однако предпосылки замирания под траурную сирену фактически уходят корнями в Устную Тору, концепция каковых (предпосылок) — «если произошло несчастье — задумайся, какая лично твоя и/или твоих предков (а значит, и лично твоя — раз до сих пор не наступило искупление и долгожданная геула) вина, что данное несчастье произошло» — именно поэтому благочестивым евреям подобает поститься при каждом несчастье, и именно в этом заключается внутренний смысл траурной сирены.
В этот день израильтяне молятся о том, чтобы времена гибели и ужаса никогда не повторились.